# Phlaocyon achoros
Phlaocyon achoros — вимерлий вид роду Phlaocyon, що належить до підродини Borophaginae і триби Phlaocyonini, псових, які населяли південний схід Північної Америки (Флорида) від пізнього олігоцену до міоцену, жив 24.6—20.8 млн років тому. Legendre & Roth 1988 оцінили масу тіла двох екземплярів у 1.45–1.52 кілограма